# Калимеса (Калифорния)
Калимеса (англ. Calimesa) — город в округе Риверсайд в штате Калифорния в Соединённых Штатах Америки.
Согласно данным переписи населения США 2020 года число жителей города 
составляло 10 026 человек, что, для такого небольшого населённого пункта, существенно больше (+ 27.2%), чем было во время предыдущей переписи проводившейся в 2010 году (7879 человек).

## История
В доколумбову эпоху на этих землях жили коренные американцы из народов серрано и кауилла.
Современная история области началась с основания испанских миссий в Верхней Калифорнии в 1769 году. Необходимость сухопутного пути к этим миссиям вдохновила капитана Хуана Баутиста де Анса проложить маршрут через эту область в 1774 году.
В июне 1929 года на собрании жителей сообщества было решено подать заявку на открытие собственного почтового отделения и начать «конкурс на название», в котором победителю выплачивалось 10 долларов США. Калимеса была выбрана из 107 представленных названий, и, как говорят местные источники, происходит от «cali» (от Калифорния) и «mesa» от испанского слова, означающего «стол», то есть буквально нынешнее название переводится как «Калифорнийский стол», причем стол с акцентом на угощение, а не на предмет мебели. В итоге первое отделение Почтовой службы США с таким названием было открыто в здании продуктового магазина, что усилило у жителей чувство сообщества, отделенного от города Юкайпа.
В 1939 или 1940 году была образована Ассоциация по улучшению Калимесы члены которой обустроили общественный центр города.
1 декабря 1990 года сообщество было включено в реестр штата и Калимеса официально получил статус города и с этого времени число жителей увеличилось более чем вдвое.

## География
Расположенный в предгорьях гор Сан-Бернардино, город находится на высоте от 2300 до 3500 футов (от 700 до 1070 метров) над уровнем моря в северо-западной части округа Риверсайд, между Юкайпой и Бомонтом.
Согласно данным Бюро переписи населения США, общая площадь города составляет 14,8 квадратных мили (38 км2), вся эта территория приходится на сушу.